# کوک نهونته
کوک نَهونته از زیردستان و فرمان‌گزاران کوک کیروَش بوده‌است. ظاهراً مرگ زود هنگام تِم سَنیت، کوک نَهونته را وارد امور شوش کرد. در واقع کوک کیروَش تِم سَنیت، برادر زادهٔ خود را شاهزادهٔ شوش کرده‌بود و پس از مرگ او، مقام مزبور را به برادر زادهٔ دیگرش یعنی کوک نَهونته واگذار کرد.